# Aaju Peter
Aaju Peter CM (Arkisserniaq, Groelândia, 1960) é uma advogada, ativista e designer de roupas de pele de foca Inuk. Em 2012, recebeu a Ordem do Canadá.

## Biografia
Aaju Peter nasceu em Arkisserniaq, uma vila no norte da Groelândia, em 1960 e cresceu em uma família nômade da nação indígena esquimó Inuit, que se mudou ao longo da costa oeste da ilha, seguindo as missões de seu pai, pastor e professor. Seus enviaram-na para a Dinamarca — país ao qual a região autônoma da Groelândia pertence — quando tinha onze anos, para frequentar o ensino secundário, onde aprendeu a falar dinamarquês e a ler inglês, alemão, francês e latim e, durante esses anos escolares, quase perdeu sua língua e cultura nativas. Aos 18 anos, quando retornou à Groenlândia, foi provocada exatamente por isso.
Na década de 1980, tornou-se intérprete e trabalhou como voluntária em diversas organizações culturais e grupos de apoio a mulheres. Ajudou a estabelecer um abrigo para mulheres Inuit vítimas de violência doméstica e um banco de alimentos em Iqaluit, na Ilha de Baffin, no arquipélago Ártico canadense. Em 2020, o "Abrigo para Mulheres Iqaluit" ainda era um dos únicos abrigos para mulheres Inuit no Ártico canadense.
No final da década de 1990, começou a treinar estudos Inuit no Nunavut Arctic College, em Iqaluit. A sua formação acadêmica e o interesse pela defesa dos Inuit fizeram com que se inscrevesse na Faculdade de Direito Akitsiraq, um programa de educação jurídica criado em Iqaluit, em 1999, para reduzir a escassez de advogados e juízes em Nunavut — mais novo e maior território do Canadá em extensão territorial. Na época, havia apenas um advogado Inuit no jovem território, Paul Okalik, futuro primeiro-ministro do território.
Se formou na Faculdade de Direito Akitsiraq, em 2005, e foi convocada para a Ordem dos Advogados, em 2007 e, desde então, tem sido uma defensora dos direitos das comunidades Inuit, desde o direito de caçar e ganhar a vida com a caça às focas até o direito de se envolver em qualquer tomada de decisão política nas águas do Ártico. Apareceu nos documentários Arctic Defenders (2013) e Angry Inuk (2016).
Em 2007, acompanhada pelo seu filho Aggu, viajou para Haia, nos Países Baixos, para contestar um projeto de lei europeu que proíbe a importação de produtos derivados da foca.
Em 2012, recebeu a Ordem do Canadá por ser uma "ardente defensora dos direitos dos povos indígenas do norte do Canadá" (ardent defender of the rights of Canada's northern Indigenous people).
Em 2019, foi convidada da Universidade do Quebec em Montreal (UQAM) e foi produzido um vídeo sobre sua visita.

## Vida pessoal
Na década de 1980, casou-se com um canadense do Ártico e mudou-se para Frobisher Bay, hoje Iqaluit. Criou cinco filhos sozinha e ainda mora em Iqaluit.
Foi retratada no documentário Twice Colonized (2023).